# Милерсбург (Мичиген)
Милерсбург (енгл. Millersburg) град је у америчкој савезној држави Мичиген.

## Демографија
По попису из 2010. године број становника је 206, што је 57 (-21,7%) становника мање него 2000. године.
| Група             | 2000.       | 2010.       |
| Белци             | 260 (98,9%) | 200 (97,1%) |
| Афроамериканци    | 0 (0,0%)    | 0 (0,0%)    |
| Азијати           | 0 (0,0%)    | 0 (0,0%)    |
| Хиспаноамериканци | 1 (0,4%)    | 5 (2,4%)    |
| Укупно            | 263         | 206         |